# Campylorhynchus fasciatus
Campylorhynchus fasciatus е вид птица от семейство Troglodytidae.

## Разпространение
Видът е разпространен в Еквадор и Перу.